# John Scott, IX duca di Buccleuch
John Scott, IX duca di Buccleuch (28 settembre 1923 – 4 settembre 2007), è stato un nobile, militare e politico inglese.
Fu uno dei più grandi proprietari privati del Regno Unito con una superficie di 1.100 km quadrati di terreni tra agricoli, edificati e residenze monumentali tra cui il Castello di Drumlanrig nella provincia di Dumfries e Galloway, Bowhill House nel Selkirkshire e Boughton House nel Northamptonshire. Una quarta abitazione, il Palazzo di Dalkeith presso Edimburgo servì come base per il suo West Central Wisconsin Consortium, azienda da lui presieduta.

## Biografia
Walter Francis John Montagu Douglas Scott (meglio conosciuto col nome di John) era l'unico figlio di Walter John Montagu Douglas Scott, VIII duca di Buccleuch e X duca di Queensberry, e di sua moglie Vreda Esther Mary Lascelles. Sua zia paterna era la principessa Alice, duchessa di Gloucester. Sua sorella Elizabeth sposò Hugh Percy, X duca di Northumberland, e Caroline sposò il politico Ian Gilmour.
Conosciuto dalla nascita col nome di Johnny Dalkeith, dal suo titolo di cortesia di Conte di Dalkeith, venne educato a Eton.

### La carriera militare
Nel 1942 egli entrò a far parte della Royal Navy come marinaio ordinario e divenne ufficiale l'anno successivo, prestando servizio su alcuni distruttori. Egli continuò la sua carriera come luogotenente comandante nella Royal Naval Volunteer Reserve e nella Royal Naval Reserve anche dopo la guerra sino al 1971. Nel 1959 ottenne la Volunteer Reserve Decoration e nel 1988 venne nominato Capitano onorario nella riserva navale inglese. Fu capitano quindi della Royal Company of Archers, Lord President of the Council e Silver Stick for Scotland. Fu membro del Roxburghe Club.

### La carriera parlamentare
Dopo la guerra egli studiò al Christ Church di Oxford, ove aderì al Bullingdon Club. Lavorò per breve tempo come banchiere presso una Banca d'affari della City of London, e quindi fu direttore di una compagnia d'assicurazioni.
Col titolo di conte di Dalkeith, fu consigliere nel consiglio della contea di Roxburghshire dal 1958. Egli contese la circoscrizione di Edinburgh East nelle elezioni generali del 1959 perdendo contro il laburista George Willis, ma venne eletto nelle file degli Unionisti (e poi nei Conservatori), quale membro del parlamento per la circoscrizione di Erinburgh North nelle elezioni del 1960. Prestò servizio come Segretario Privato Parlamentare del Lord Advocate, William Rankine Milligan, dal 1961 al 1962 e quindi fu segretario del Segretario di Stato per la Scozia Jack Maclay dal gennaio del 1962 al luglio di quell'anno. Dopo che Maclay venne eliminato dal gabinetto di governo in occasione della Notte dei Lunghi Coltelli di Harold Macmillan, egli fu segretario presso il successore di questi, Michael Noble, dal 1962 al 1964. Sconfisse un giovane Robin Cook alle elezioni generali del 1970.
Venne coinvolto di sfuggita in un incidente con la moglie presso Clumber Park, nel Nottinghamshire, il 16 agosto 1961, ma si riprese velocemente. Ad ogni modo durante un incidente di caccia presso Hawick il 20 marzo 1971 il suo cavallo lo sbalzò di sella facendolo sbattere contro un muretto e lasciandolo paralizzato per la rottura della spina dorsale. Egli lasciò l'ospedale poco dopo ma venendo costretto a trascorrere il resto della sua vita su una sedia a rotelle, divenendo un noto rappresentante delle organizzazioni per disabili. Egli fu il primo deputato dopo la seconda guerra mondiale a fare il proprio ingresso nella Camera dei Comuni su una sedia a rotelle e con lui si complimentò Harold Wilson che attraversò tutta la camera per scendere a stringergli la mano nell'ottobre del 1971.
Lord Dalkeith lasciò la Camera dei Comuni nell'ottobre del 1973 per succedere ai titoli paterni il che gli consentì di entrare a far parte della Camera dei Lords ove rimase per i successivi 25 anni perorando la causa dei contadini, dei disabili e delle problematiche istituzionali, sin quando non ne venne rimosso dalle riforme del 1999.
La sua fortuna personale, stimata in 680.000.000 di sterline era supportata da altri 400.000.000 di sterline del Buccleuch Group, la sua compagnia. Il duca divenne nuovamente noto al pubblico nel 2003 quando la Madonna dei Fusi di Leonardo da Vinci, opera di sua proprietà conservata presso il Castello di Drumlanrig, venne rubata. L'opera venne trovata nell'ottobre del 2007, un mese dopo la morte del duca. John Scott morì infatti dopo una breve malattia a Bowhill House, nello Selkirkshire, nelle prime ore del 4 settembre 2007. La sua salma venne sepolta l'11 settembre 2007 tra le rovine dell'Abbazia di Melrose, vicino ai suoi genitori. Il principe Richard, duca di Gloucester, suo cugino, fu tra i 2500 inviati che presero parte alle sue esequie.

## Matrimonio e figli
Il 10 gennaio 1953 egli sposò Jane McNeill, una nota modella per Norman Hartnell, ed alla cerimonia svoltasi nella Cattedrale di Sant'Egidio a Edimburgo prese parte la regina ed il duca Filippo, oltre a gran parte della famiglia reale con la quale il duca era imparentato. La moglie di John Scott era l'unica figlia di John McNeill, Consigliere della Regina, e di sua moglie Amy Yvonne Maynard. La coppia ebbe quattro figli:
- Richard, X duca di Buccleuch, sposò lady Elizabeth Kerr ed ebbe discendenza
- John (n. 9 agosto 1957), sposò Berrin Torrinson
- Charlotte-Anne (born. n 9 gennaio 1956), sposò il conte Bernard de Castellane, ebbe discendenza
- Damian Torquil Francis Charles (n. 8 ottobre 1970), sposò Elizabeth Powis, ebbe discendenza

## Ascendenza
|                                                         |                     |                                             | Genitori                                     |  |  | Nonni |  |  | Bisnonni                                               |  |  | Trisnonni                                             |  |
|                                                         |                     |                                             |                                              |  |  |       |  |  | 8. William Montagu Douglas Scott, VI duca di Buccleuch |  |  | 16. Walter Montagu Douglas Scott, V duca di Buccleuch |  |
|                                                         |                     |                                             |                                              |  |  |       |  |  | 8. William Montagu Douglas Scott, VI duca di Buccleuch |  |  | 16. Walter Montagu Douglas Scott, V duca di Buccleuch |  |
|                                                         |                     | 17. Charlotte Anne Thynne                   |                                              |  |  |       |  |  | 8. William Montagu Douglas Scott, VI duca di Buccleuch |  |  |                                                       |  |
| 4. John Montagu Douglas Scott, VII duca di Buccleuch    |                     |                                             |                                              |  |  |       |  |  | 8. William Montagu Douglas Scott, VI duca di Buccleuch |  |  |                                                       |  |
|                                                         |                     | 9. Louisa Hamilton                          | 18. James Hamilton, I duca di Abercorn       |  |  |       |  |  |                                                        |  |  |                                                       |  |
|                                                         |                     | 9. Louisa Hamilton                          | 18. James Hamilton, I duca di Abercorn       |  |  |       |  |  |                                                        |  |  |                                                       |  |
|                                                         |                     | 9. Louisa Hamilton                          | 19. Louisa Jane Russell                      |  |  |       |  |  |                                                        |  |  |                                                       |  |
| 2. Walter Montagu Douglas Scott, VIII duca di Buccleuch |                     | 9. Louisa Hamilton                          |                                              |  |  |       |  |  |                                                        |  |  |                                                       |  |
|                                                         |                     | 10. George Bridgeman, IV conte di Bradford  | 20. Orlando Bridgeman, III conte di Bradford |  |  |       |  |  |                                                        |  |  |                                                       |  |
|                                                         |                     | 10. George Bridgeman, IV conte di Bradford  | 20. Orlando Bridgeman, III conte di Bradford |  |  |       |  |  |                                                        |  |  |                                                       |  |
|                                                         |                     | 10. George Bridgeman, IV conte di Bradford  | 21. Bridgeman Weld-Forester                  |  |  |       |  |  |                                                        |  |  |                                                       |  |
| 5. Molly Bridgeman                                      |                     | 10. George Bridgeman, IV conte di Bradford  |                                              |  |  |       |  |  |                                                        |  |  |                                                       |  |
|                                                         |                     | 11. Ida Lumley                              | 22. Richard Lumley, IX conte di Scarbrough   |  |  |       |  |  |                                                        |  |  |                                                       |  |
|                                                         |                     | 11. Ida Lumley                              | 22. Richard Lumley, IX conte di Scarbrough   |  |  |       |  |  |                                                        |  |  |                                                       |  |
|                                                         |                     | 11. Ida Lumley                              | 23. Frederica Mary Adeliza Drummond          |  |  |       |  |  |                                                        |  |  |                                                       |  |
| 1. John Scott, IX duca di Buccleuch                     |                     | 11. Ida Lumley                              |                                              |  |  |       |  |  |                                                        |  |  |                                                       |  |
|                                                         | 12. Frank Lascelles | 24. William Lascelles                       |                                              |  |  |       |  |  |                                                        |  |  |                                                       |  |
|                                                         | 12. Frank Lascelles | 24. William Lascelles                       |                                              |  |  |       |  |  |                                                        |  |  |                                                       |  |
|                                                         | 12. Frank Lascelles | 25. Caroline Howard                         |                                              |  |  |       |  |  |                                                        |  |  |                                                       |  |
| 6. William Lascelles                                    | 12. Frank Lascelles |                                             |                                              |  |  |       |  |  |                                                        |  |  |                                                       |  |
|                                                         |                     | 13. Mary Emma Olliffe                       | 26. Joseph-Francis Olliffe                   |  |  |       |  |  |                                                        |  |  |                                                       |  |
|                                                         |                     | 13. Mary Emma Olliffe                       | 26. Joseph-Francis Olliffe                   |  |  |       |  |  |                                                        |  |  |                                                       |  |
|                                                         |                     | 13. Mary Emma Olliffe                       | 27. Laura Cubitt                             |  |  |       |  |  |                                                        |  |  |                                                       |  |
| 3. Vreda Esther Mary Lascelles                          |                     | 13. Mary Emma Olliffe                       |                                              |  |  |       |  |  |                                                        |  |  |                                                       |  |
|                                                         |                     | 14. William Beauclerk, X duca di St. Albans | 28. William Beauclerk, IX duca di St. Albans |  |  |       |  |  |                                                        |  |  |                                                       |  |
|                                                         |                     | 14. William Beauclerk, X duca di St. Albans | 28. William Beauclerk, IX duca di St. Albans |  |  |       |  |  |                                                        |  |  |                                                       |  |
|                                                         |                     | 14. William Beauclerk, X duca di St. Albans | 29. Elizabeth Catherine Gubbins              |  |  |       |  |  |                                                        |  |  |                                                       |  |
| 7. Sybil Beauclerk                                      |                     | 14. William Beauclerk, X duca di St. Albans |                                              |  |  |       |  |  |                                                        |  |  |                                                       |  |
|                                                         |                     | 15. Sybil Grey                              | 30. Charles Grey                             |  |  |       |  |  |                                                        |  |  |                                                       |  |
|                                                         |                     | 15. Sybil Grey                              | 30. Charles Grey                             |  |  |       |  |  |                                                        |  |  |                                                       |  |
|                                                         |                     | 15. Sybil Grey                              | 31. Caroline Eliza Farquhar                  |  |  |       |  |  |                                                        |  |  |                                                       |  |
|                                                         |                     | 15. Sybil Grey                              |                                              |  |  |       |  |  |                                                        |  |  |                                                       |  |